# Szombathelyi Károly
Szombathelyi Károly (Komárom, 1912. július 10. – Pannonhalma, 1979. április 2.) magyar orvos, jogász, Pannonhalma körzeti orvosa volt 25 éven át.

### Fiatalkora és tanulmányai
1912. július 10-én született Komáromban és Szvoboda Károly néven keresztelték meg. Édesapja Szvoboda Károly (szíjgyártó és nyeregkészítő) és felesége Wawzsin Gizella (háztartásbeli) második gyermekeként. A családneve szláv származásra utal, de már a nagyszülei is magyarnak vallották magukat. Szülei Baranya megyéből származtak, de gyakran kellett költözniük az édesapja munkája miatt, ugyanis ő a Magyar Császári és Királyi Hadsereg alkalmazottja volt alhadnagyi rangban.
A fiatal Károly két évvel idősebb nővérével az elemi iskolát Miskolcon kezdte, középiskolai tanulmányait már Pécsen végezte, ahol 1930-ban a Cisztercita rend által működtetett Nagy Lajos Gimnáziumban kitűnőre érettségizett. Szülei tanácsára, szintén Pécsen a Magyar Királyi Erzsébet Tudományegyetem hallgatója lett a Jogi és Államtudományi Karon, ahol 1934-ben szerezte meg jogász doktori címét. Mivel mindig is a szegényebb, kiszolgáltatottabb embereken kívánt segíteni, az eldugott falvak kisembereinek ügyeit intézni, ezért a doktorátusa mellé Szombathelyen megszerezte a jegyzői diplomát is. Hogy e tanulmányainak költségét fedezni tudja, házitanítóként vállalt munkát, majd később jegyzőként dolgozott.
Később úgy érezte, lelkéhez sokkal közelebb áll az, ha gyógyító munkával segíthetné az embereket, ezért újabb egyetemi éveket vállalva beiratkozott a szegedi Magyar Királyi Ferenc József Tudományegyetemre orvostanhallgatónak.
Nem sokkal ezután behívták katonának. Részt vett az erdélyi bevonuláson is, átélve a boldog örömujjongást, ami később fájó emlékké kövült benne.
Néhány hónap múlva az egyetem kérésére leszerelték, így folytathatta tanulmányait. Az akkor már Nobel-díjas Szent-Györgyi Albert professzortól tanult kísérleti vegytant. Feltűnő szorgalmával kiérdemelte, hogy segédjeként több különmunkát is rábízhatott.
Az egyetemen a sebészet különösen vonzotta, ennek megismerésébe fektette talán a legtöbb energiát. Leckekönyvében a legtöbb bejegyzése volt, hogy kiválóan vagy kitűnően kollokvált, és hogy igen szorgalmas. Szigorló orvosként kórházi gyakorlatát Veszprémben töltötte. Itt ismerte meg későbbi feleségét, akivel 1943. októberében házasságot kötött. Második doktorátusát 1944. szeptemberében szerezte meg, ettől kezdve már kizárólag az önmaga által választott hivatásának élt.

### Pályafutása
Első évét a győri Szentháromság Kórház Baleseti Sebészetén töltötte. 1945. április első napján, a kritikus éjszakán ő volt az ügyeletes orvos az azóta boldoggá avatott báró Apor Vilmos püspök betegágyánál a műtétje után. A vele való találkozás olyan mély nyomot hagyott benne, mely kihatott későbbi életére, munkájára és általában az emberekkel való viszonyára is.
Hivatásában megerősödve vidékre vágyott. Egy év kórházi munka után 1946-tól Tényőn (Győr megye) kapott körzeti orvosi kinevezést négy évre. Innét újabb körzet várta, ahol hét falu körorvosa lett (Győrsövényháza, Bezi, Fehértó, Markotabödöge, Cakóháza, Rápcakapi és Tarnokréti), s ehhez még tíz puszta is tartozott. Az akkor még érvényben lévő szabályok szerint négy év múlva ismét tovább helyezték. Igy került 1954-ben Győrszentmártonba (1965-től Pannonhalma névvel), ahol közel negyed századon át - egy éves kitérőt leszámítva - egészen haláláig  lelkiismeretesen gyógyított.

### Munkássága
Munkáját "szürke eminensként" végezte, nem vágyott érte különösebb babérokra. Több évtizedes gyógyító tevékenységében azonban nemcsak betegei, de feljebbvalói is meglátták kimagasló hivatástudatát, munkája iránti alázatát és őszinte elkötelezettségét. Dr. Szombathelyi Károly sokszor hasznosíthatta az egyetemi évei alatt szerzett sebészeti tudását körorvosi munkájában kisebb beavatkozásokat felvállalva. Egy kelés megnyitása, idegen test kivétele, foghúzás, gipszelés, de még szülés levezetése se jelentett neki gondot. Nemegyszer életmentő beavatkozást is elvégzett. Lelkiismeretes felelősségvállalása jeleként feleségével együtt önkéntes véradó volt évtizedeken át. Mindenkiben a nagybetűs EMBERT látta. Számára első volt a beteg. Ha hívták, éjszakáit is zokszó nélkül értük áldozta. 67 évesen, élete utolsó napján is még gyógyított. Nemcsak a község, de a Pannonhalmi Főapátság és a Bencés Gimnázium orvosa is volt.
Az Orvosi Hetilap számaiból (Horus rovat 1967. 3. szám, 2017., 4. szám), arra lehet következtetni, hogy szakmai kapcsolatban volt  Selye Jánossal (vegyész, belgyógyász, endokrinológus) és személyes kapcsolatban Bognár Cecil Pállal (bencés szerzetes, pszichológus és egyetemi tanár).
Legfőbb példaképének Jézust tekintette, egész életét szolgálatnak fogta fel. E mélyen hivő, keresztényi életút lelki örökségét mindenben hű társa és utódai viszik tovább.

### Szellemi öröksége, elismerései
Kiemelkedő egészségügyi munkájáért a Győr-Sopron Megyei Tanács Egészségügyi Osztálya 1973-ban Petz Aladár-emlékéremmel tüntette ki, majd 1975-ben Semmelweis Ezüst emlékérmet kapott.  Ugyanebben az évben, a pannonhalmi Nagyközségi Közös Tanács V.B. is adományozott neki emlékplakettet szintén kiemelkedő egészségügyi munkájáért.
Nagy tudására, kimagasló hivatástudatára, emberszeretetére a távozása után hagyott hatalmas űr döbbentette rá igazán az embereket. Mondhatni: a "népakarat" kívánsága teljesült, amikor halála után 20 évvel a Pannonhalmi Pándzsa Klub Lokálpatrióta Egyesület javaslatára életútja megkoronázásaként posztumusz Köztársasági Elnöki Arany Emlékéremmel tüntették ki. Szintén a Klub kezdeményezésére ma már egykori otthonához közel egy utca is őrzi a nevét. A Pannonhalmi Önkormányzat pedig 2012. júliusában, halálának 100. évfordulójára emlékezve márványtáblát helyezett az új Járóbeteg Központ falára.

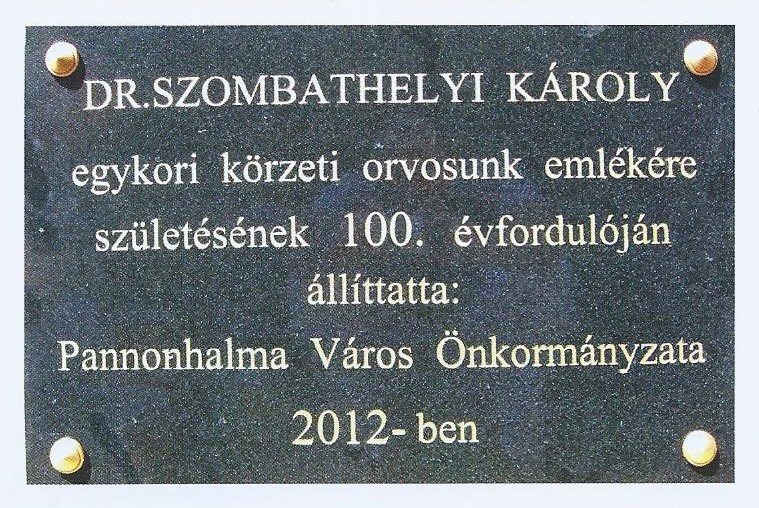
Szombathelyi Károly emléktáblája

### Családja
Felesége dr. Szombathelyi Károlyné (született Kupi Anna, orvosasszisztens, 1923-2014) életében és munkájában egyaránt segítő társa, 1943.október 19-én Veszprémben kötöttek házasságot. Négy gyermeke, Anna (1945), Gizella (1947), Mária (1949), Szaniszló (1950) után nyolc unokája és nyolc dédunokája született.